# Castlevania
 (транскр.  Каслванија) је серијал видео-игара и медијска франшиза коју је створио Konami. Радња је углавном смештена у замак Дракуле, највећег непријатеља Белмонта, клана ловаца на вампире.
Сматра се једном од најуспешнијих франшиза. По узору на виде-игре је настала и анимирана серија Каслванија.